# Deutsche Leichtathletik-Meisterschaften 1981/Resultate
Der Hauptteil der Wettbewerbe bei den 81. Deutschen Leichtathletik-Meisterschaften wurde vom 17. bis 19. Juli 1981 in Gelsenkirchen im Parkstadion ausgetragen.
In der hier vorliegenden Auflistung werden die in den verschiedenen Wettbewerben jeweils ersten acht platzierten Leichtathletinnen und Leichtathleten aufgeführt. Eine Übersicht mit den Medaillengewinnerinnen und -gewinnern sowie einigen Anmerkungen zu den Meisterschaften findet sich unter dem Link Deutsche Leichtathletik-Meisterschaften 1981.
Wie immer gab es zahlreiche Disziplinen, die zu anderen Terminen an anderen Orten stattfanden – in den folgenden Übersichten jeweils konkret benannt.

## Meisterschaftsresultate Männer

### 100 m
| Platz | Athlet, Verein                            | Zeit (s) |
| ----- | ----------------------------------------- | -------- |
| 1     | Christian Haas (LAC Quelle Fürth)         | 10,31    |
| 2     | Ingo Froböse (ASV Köln)                   | 10,40    |
| 3     | Richard Luxenburger (LAC Quelle Fürth)    | 10,45    |
| 4     | Christian Zirkelbach (LAC Quelle Fürth)   | 10,52    |
| 5     | Michael Schmidtmeier (TV Wattenscheid 01) | 10,56    |
| 6     | Karlheinz Weisenseel (LAC Quelle Fürth)   | 10,58    |
| 7     | Rolf Kistner (TSV Neudorf)                | 10,70    |
| 8     | Hans-Jürgen Diehr (SSV Erkelenz)          | 10,71    |

Datum: 18. Juli
Wind: +1,7 m/s

### 200 m
| Platz | Athlet, Verein                           | Zeit (s) |
| ----- | ---------------------------------------- | -------- |
| 1     | Erwin Skamrahl (Post-SV Hannover)        | 20,25    |
| 2     | Karlheinz Weisenseel (LAC Quelle Fürth)  | 20,70    |
| 3     | Christian Haas (LAC Quelle Fürth)        | 20,72    |
| 4     | Peter Klein (SV Salamander Kornwestheim) | 20,80    |
| 5     | Achim Piasetzki (LG Bayer Leverkusen)    | 21,85    |
| 6     | Thomas Giessing (LAZ bellanett Rhede)    | 21,01    |
| 7     | Ingo Froböse (ASV Köln)                  | 21,07    |
| 8     | Daniel Schlotterbeck (ASV Köln)          | 21,20    |

Datum: 19. Juli
Wind: +3,2 m/s
Die Siegerzeit konnte wegen zu starken Rückendwinds nicht als DLV-Rekord anerkannt werden. Auch die anderen Leistungen fanden so keinen Eingang in die Bestenlisten.

### 400 m
| Platz | Athlet, Verein                               | Zeit (s) |
| ----- | -------------------------------------------- | -------- |
| 1     | Hartmut Weber (OSC Thier Dortmund)           | 46,28    |
| 2     | Erwin Skamrahl (Post-SV Hannover)            | 46,40    |
| 3     | Martin Weppler (VfB Stuttgart)               | 46,53    |
| 4     | Thomas Giessing (LAZ bellanett Rhede)        | 46,67    |
| 5     | Bernd Herrmann (LG Bayer Leverkusen)         | 46,75    |
| 6     | Joachim Rabstein (LG Bayer Leverkusen)       | 46,85    |
| 7     | Peter Schwelm (LAV Bayer Uerdingen/Dormagen) | 47,25    |
| 8     | Mark Henrich (OSC Thier Dortmund)            | 47,56    |

Datum: 18. Juli

### 800 m
| Platz | Athlet, Verein                        | Zeit (min) |
| ----- | ------------------------------------- | ---------- |
| 1     | Willi Wülbeck (TV Wattenscheid)       | 1:49,18    |
| 2     | Hans-Peter Ferner (MTV Ingolstadt)    | 1:49,60    |
| 3     | Thomas Wilking (OSC Thier Dortmund)   | 1:49,77    |
| 4     | Herbert Wursthorn (VfB Stuttgart)     | 1:49,82    |
| 5     | Hans Lang (MTV Ingolstadt)            | 1:50,25    |
| 6     | Lars Brechtel (Hamburger SV)          | 1:50,32    |
| 7     | Ulrich Karck (TV Lahr)                | 1:50,62    |
| 8     | Klaus-Peter Nabein (LAC Quelle Fürth) | 1:51,67    |

Datum: 19. Juli

### 1500 m
| Platz | Athlet, Verein                           | Zeit (min) |
| ----- | ---------------------------------------- | ---------- |
| 1     | Dr. Thomas Wessinghage (ASV Köln)        | 3:39,10    |
| 2     | Harald Hudak (LG Bayer Leverkusen)       | 3:39,53    |
| 3     | Andreas Baranski (LAV Ludwigshafen)      | 3:41,51    |
| 4     | Manfred Nellesen (ASV Köln)              | 3:43,56    |
| 5     | Hans Allmandinger (VfB Stuttgart)        | 3:44,10    |
| 6     | Ingo Falk (LAV Bayer Uerdingen/Dormagen) | 3:44,21    |
| 7     | Ralf Eckert (LAV Rala Ludwigshafen)      | 3:44,31    |
| 8     | Roland Frey (TuS Neureut)                | 3:45,71    |

Datum: 18. Juli

### 5000 m
| Platz | Athlet, Verein                               | Zeit (min) |
| ----- | -------------------------------------------- | ---------- |
| 1     | Karl Fleschen (LG Bayer Leverkusen)          | 13:40,45   |
| 2     | Christoph Herle (LAC Quelle Fürth)           | 13:42,74   |
| 3     | Frank Zimmermann (SCC Berlin)                | 13:43,01   |
| 4     | Hans-Jürgen Orthmann (VfL Wehbach)           | 13:52,17   |
| 5     | Peter Belger (LG Bayer Leverkusen)           | 13:52,51   |
| 6     | Michael Scheytt (VfL Sindelfingen)           | 13:53,24   |
| 7     | Valdur Koha (LG Jägermeister Bonn-Troisdorf) | 13:54,04   |
| 8     | Michael Spöttel (LG Kreis Verden)            | 13:55,20   |

Datum: 19. Juli

### 10.000 m
| Platz | Athlet, Verein                             | Zeit (min) |
| ----- | ------------------------------------------ | ---------- |
| 1     | Karl Fleschen (LG Bayer Leverkusen)        | 28:25,72   |
| 2     | Hans-Jürgen Orthmann (VfL Wehbach)         | 28:26,30   |
| 3     | Christoph Herle (LAC Quelle Fürth)         | 28:27,01   |
| 4     | Wolf-Dieter Poschmann (TV Wattenscheid 01) | 28:34,50   |
| 5     | Eberhard Weyel (TV Wattenscheid 01)        | 28:53,76   |
| 6     | Manfred Schoeneberg (OSC Thier Dortmund)   | 29:04,92   |
| 7     | Ralf Salzmann (LG Frankfurt)               | 29:08,42   |
| 8     | Jürgen Dächert (LG Frankfurt)              | 30:03,21   |

Datum: 30. Mai
fand in Fürth statt

### 25-km-Straßenlauf
| Platz | Athlet, Verein                                        | Zeit (min) |
| ----- | ----------------------------------------------------- | ---------- |
| 1     | Andreas Weniger (TSV 1860 München)                    | 1:15:09 BR |
| 2     | Norbert Rautenberg (LC Mengerskirchen)                | 1:15:14000 |
| 3     | Ingo Sensburg (LG Süd Berlin)                         | 1:15:16000 |
| 4     | Edmundo Warnke (LAC Quelle Fürth)                     | 1:15:19000 |
| 5     | Jürgen Dächert (LG Frankfurt)                         | 1:15:22000 |
| 6     | Rüdiger Grube (LG Gut-Heil Neumünster/TSV Kronshagen) | 1:15:30000 |
| 7     | Reinhard Leibold (LAC Quelle Fürth)                   | 1:15:37000 |
| 8     | Hans Pfisterer (LG co op Kurpfalz)                    | 1:15:39000 |

Datum: 4. April
fand in Neumünster statt
Mit seiner Siegerzeit von 1:15:09 h stellte Andreas Weniger einen neuen DLV-Rekord auf.

### 25-km-Straßenlauf, Mannschaftswertung
| Platz | Verein, Besetzung                                                                         | Zeit (h) |
| ----- | ----------------------------------------------------------------------------------------- | -------- |
| 1     | LAC Quelle Fürth (Edmundo Warnke, Reinhard Leibold, Walter Herrmann)                      | 3:50:06  |
| 2     | TSG Oberursel (Hans-Werner Pietschmann, Klaus Orthen, Haag)                               | 3:51:01  |
| 3     | LG Gut-Heil Neumünster/TSV Kronshagen (Rüdiger Grube, Roland Szymaniak, Rainer Ziplinsky) | 3:51:45  |
| 4     | LG Frankfurt (Jürgen Dächert, Hans-Otto Schirmer, Rössel)                                 | 3:52:13  |
| 5     | ASC Darmstadt (Günter Mielke, Falko Will, Robert Freimark)                                | 3:54:54  |
| 6     | LG DJK Andernach-Neuwied (Peter Alt, Edmund Kaul, N. Schäfer)                             | 3:56:44  |
| 7     | LG Süd Berlin (Ingo Sensburg, Hans-Jürgen Rose, H. Schmidt)                               | 4:00:22  |
| 8     | SC Vöhringen (Erwin Nothelfer, Franz Herzgesell, Hans-Jürgen Wiest)                       | 4:02:05  |

Datum: 4. April
fand in Neumünster statt

### Marathon
| Platz | Athlet, Verein                                        | Zeit (h) |
| ----- | ----------------------------------------------------- | -------- |
| 1     | Ralf Salzmann (LG Frankfurt)                          | 2:15:42  |
| 2     | Michael Spöttel (LG Kreis Verden)                     | 2:17:18  |
| 3     | Rüdiger Grube (LG Gut-Heil Neumünster/TSV Kronshagen) | 2:18:12  |
| 4     | Peter Spahn (TV Wattenscheid 01)                      | 2:18:32  |
| 5     | Günter Zahn (LAC Quelle Fürth)                        | 2:19:01  |
| 6     | Anton Gorbunow (LLC Marathon Regensburg)              | 2:19:38  |
| 7     | Udo Engelbrecht (PSV Grün-Weiß Kassel)                | 2:19:53  |
| 8     | Reinhard Leibold (LAC Quelle Fürth)                   | 2:21:18  |

Datum: 25. April
fand in Orsoy statt

### Marathon, Mannschaftswertung
| Platz | Verein, Besetzung                                                                             | Zeit (h) |
| ----- | --------------------------------------------------------------------------------------------- | -------- |
| 1     | LAC Quelle Fürth (Günter Zahn, Reinhard Leibold, Clemens Schneider-Strittmatter)              | 7:07:04  |
| 2     | LG Gut-Heil Neumünster/TSV Kronshagen (Rüdiger Grube, Bernd-Joachim Deters, Roland Szymaniak) | 7:09:45  |
| 3     | LG Frankfurt (Ralf Salzmann, Hans-Otto Schirmer, Peter Bühler)                                | 7:11:13  |
| 4     | LG Jägermeister Bonn-Troisdorf (Clemens Hoube, Rainer Jenssen, Dr. Helmut Wiedenfeld)         | 7:15:18  |
| 5     | Preussen Krefeld (Peter Fliegen, Gerd Quack, Ulrich Schneider)                                | 7:21:04  |
| 6     | LLC Marathon Regensburg (Anton Gorbunow, Ludwig-Mario Niedermeier, Peter Reiße)               | 7:21:34  |
| 7     | LAV co op Dortmund (Reinhard Kowallek, Hans-Georg Kappe, Hans-Walter Kreft)                   | 7:28:20  |
| 8     | TUSEM Essen (Klaus Urbschat, Hubert Schmitz, Helmer Schnepp)                                  | 7:33:19  |

Datum: 25. April
fand in Orsoy statt

### 110 m Hürden
| Platz | Athlet, Verein                              | Zeit (s) |
| ----- | ------------------------------------------- | -------- |
| 1     | Karl-Werner Dönges (VfL Sindelfingen)       | 13,56    |
| 2     | Peter Scholz (Eintracht Frankfurt)          | 13,72    |
| 3     | Hans-Gerd Klein (LG Bayer Leverkusen)       | 13,87    |
| 4     | Dieter Gebhard (SV Salamander Kornwestheim) | 13,94    |
| 5     | Joachim Rechner (Eintracht Frankfurt)       | 13,98    |
| 6     | Hans-Walter Schmitt (USC Heidelberg)        | 14,12    |
| 7     | Guido Kratschmer (USC Mainz)                | 14,32    |
| 8     | Andreas Geiger (VfL Wolfsburg)              | 14,36    |

Datum: 19. Juli
Wind: +4,7 m/s

### 400 m Hürden
| Platz | Athlet, Verein                         | Zeit (s) |
| ----- | -------------------------------------- | -------- |
| 1     | Harald Schmid (TV Gelnhausen)          | 48,64    |
| 2     | Frank Czioska (USC Heidelberg)         | 50,43    |
| 3     | Wolfgang Richter (LG Bayer Leverkusen) | 50,85    |
| 4     | Martin Bürkle (LG Ortenau)             | 51,09    |
| 5     | Ulf Meyer (Hamburger SV)               | 51,46    |
| 6     | Manfred Bentz (LAC Quelle Fürth)       | 51,79    |
| 7     | Johannes Heling (MTV Ingolstadt)       | 52,05    |
| 8     | Axel Salander (LG Bayer Leverkusen)    | 55,55    |

Datum: 18. Juli

### 3000 m Hindernis
| Platz | Athlet, Verein                           | Zeit (min) |
| ----- | ---------------------------------------- | ---------- |
| 1     | Patriz Ilg (LAC Quelle Fürth)            | 8:32,24    |
| 2     | Michael Längler (Dorstener LC)           | 8:33,80    |
| 3     | Rainer Schwarz (LG Gauting/Stockdorf)    | 8:35,21    |
| 4     | Andreas Weniger (TSV 1860 München)       | 8:42,58    |
| 5     | Carlo Seck (LG Frankfurt)                | 8:44,55    |
| 6     | Manfred Schoeneberg (OSC Thier Dortmund) | 8:45,78    |
| 7     | Harald Koken (TV Hückelhoven / Ratheim)  | 8:45,82    |
| 8     | Peter Heine (LG Göttingen)               | 8:46,94    |

Datum: 18. Juli

### 4 × 100 m Staffel
| Platz | Verein, Besetzung                                                                                  | Zeit (s) |
| ----- | -------------------------------------------------------------------------------------------------- | -------- |
| 1     | SV Salamander Kornwestheim I (Peter Klein, Dieter Gebhard, Bernd Sattler, Jürgen Koffler)          | 39,70    |
| 2     | LAC Quelle Fürth (Christian Zirkelbach, Richard Luxenburger, Karlheinz Weisenseel, Christian Haas) | 39,76    |
| 3     | ASV Köln (Ingo Froböse, Michael Düsing, Joachim Busse, Daniel Schlotterbeck)                       | 40,10    |
| 4     | LG Bayer Leverkusen (Fromme, Achim Piasetzki, Jansen, Franz-Peter Hofmeister)                      | 40,41    |
| 5     | Post-SV Hannover (Bernd Goldstein, Rolf Tauche, Karl-Heinz Hotfiel, Bernd Rebischke)               | 40,76    |
| 6     | SV Salamander Kornwestheim II (Bruno Werner, Markus Klameth, Herbert Mutschler, Axel Kiefer)       | 40,88    |
| 7     | MTG Mannheim (Klaus Ültzhöfer, Andreas Rizzi, Michael Manke-Reimers, Manfred Brunnengräber)        | 40,91    |
| DNF   | LAV Bayer Uerdingen/Dormagen (Michael Sieger, Peter Quasten, Bernward Plenker, Peter Schwelm)      |          |

Datum: 18. Juli

### 4 × 400 m Staffel
| Platz | Verein, Besetzung                                                                                  | Zeit (min) |
| ----- | -------------------------------------------------------------------------------------------------- | ---------- |
| 1     | LG Bayer Leverkusen I (Christoph Trappe, Franz-Peter Hofmeister, Joachim Rabstein, Bernd Herrmann) | 3:06,80    |
| 2     | OSC Thier Dortmund (Ralf Oehmen, Jörg Vaihinger, Thomas Wilking, Mark Henrich)                     | 3:09,04    |
| 3     | ASV Köln (Schneider, Michael Düsing, Karsten, Franz-Josef Löhrer)                                  | 3:09,14    |
| 4     | MTG Mannheim (Michael Manke-Reimers, Norbert Weiss, Thomas Rizzi, Andreas Rizzi)                   | 3:10,24    |
| 5     | LG Süd Berlin (Ralf Höhle, Lutz Todtenhausen, Martin Szafranski, Edgar Nakladal)                   | 3:12,22    |
| 6     | USC Mainz (Jochen Becker, Siegfried Wentz, Michael Golenhofen, Gerhard Trabert)                    | 3:12,88    |
| 7     | Post SV Hannover (Stark, Fischer, Kretschmer, Kues)                                                | 3:12,97    |
| 8     | LG Bayer Leverkusen II (Lötzerich, Dieter Riebe, Sander, Wolfgang Richter)                         | 3:13,87    |

Datum: 19. Juli

### 4 × 800 m Staffel
| Platz | Verein, Besetzung                                                                            | Zeit (min) |
| ----- | -------------------------------------------------------------------------------------------- | ---------- |
| 1     | MTV Ingolstadt (Armin Steller, Herbert Stark, Hans Lang, Hans-Peter Ferner)                  | 7:16,3 DRV |
| 2     | LG Bayer Leverkusen (Jürgen Thiel, Rüdiger Möhler, Dieter Riebe, Harald Hudak)               | 7:16,50000 |
| 3     | VfB Stuttgart (Wolfgang Funk, Matthias Assmann, Hans Allmandinger, Herbert Wursthorn)        | 7:16,90000 |
| 4     | LG Jägermeister Bonn-Troisdorf (Stephan Wollersheim, Ralf Stewing, Schmitz, Rudolf Brückner) | 7:21,00000 |
| 5     | LAV Rala Ludwigshafen (Johannes Eisinger, Ralf Eckert, Wolfgang Frombold, Andreas Baranski)  | 7:25,50000 |
| 6     | TV Wattenscheid 01 (Winkler, Zientek, Martin Dreinemann, Michael Damberg)                    | 7:26,80000 |
| 7     | LAV Bayer Uerdingen/Dormagen (Fischer, Alban, Zeitz, Schenk)                                 | 7:26,90000 |
| 8     | USC Mainz (Becker, Klag, Rybczynski, Trabert)                                                | 7:33,10000 |

Datum: 1. August
fand in Flensburg im Rahmen der Deutschen Jugendmeisterschaften statt
Die Läufer des MTV Ingolstadt stellten damit einen neuen deutschen Rekord für Vereinsstaffeln auf.

### 4 × 1500 m Staffel
| Platz | Verein, Besetzung                                                                          | Zeit (min)  |
| ----- | ------------------------------------------------------------------------------------------ | ----------- |
| 1     | LG Bayer Leverkusen (Peter Belger, Paul-Heinz Wellmann, Karl Fleschen, Harald Hudak)       | 15:01,5 DRV |
| 2     | LAC Quelle Fürth (Wolfgang Huschke, Christoph Herle, Klaus-Peter Nabein, Patriz Ilg)       | 15:05,20000 |
| 3     | ASV Köln (Jaroschek, Manfred Nellesen, Henning von Papen, Dr. Thomas Wessinghage)          | 15:06,00000 |
| 4     | LAV Bayer Uerdingen/Dormagen (Schulz, Marxen, Ulrich Dübbert, Ingo Falk)                   | 15:19,80000 |
| 5     | LG Hammer Park Hamburg (Johannsen, Olaf Thomsen, Marc Mohr, Peters)                        | 15:20,80000 |
| 6     | Polizei-SV Lippe-Detmold (Jürgen Strate, Bernd Bussemeier, Dietmar Benning, Wolfgang Otto) | 15:23,20000 |
| 7     | LG Saulgau (Thomas Ganal, Gerhard Lindner, Thomas Hagel, Egon Ihle)                        | 15:24,00000 |
| 8     | LG Lage-Detmold (Friedrich Räker, Norbert Bollweg, Bernd Woytina, Dirk Sander)             | 15:24,80000 |

Datum: 1. August
fand in Flensburg im Rahmen der Deutschen Jugendmeisterschaften statt
Auch in der zweiten Langstaffel gab es einen neuen deutschen Rekord für Vereinsstaffeln, hier durch die LG Bayer Leverkusen.

### 20-km-Gehen
| Platz | Athlet, Verein                              | Zeit (h) |
| ----- | ------------------------------------------- | -------- |
| 1     | Alfons Schwarz (LAC Quelle Fürth)           | 1:29:29  |
| 2     | Karl Degener (VfL Wolfsburg)                | 1:29:48  |
| 3     | Klaus Schäfer (SV 09 Otterberg)             | 1:32:27  |
| 4     | Heinrich Schubert (Eintracht Bad Kreuznach) | 1:32:32  |
| 5     | Michael Holder (LAC Quelle Fürth)           | 1:32:49  |
| 6     | Robert Mildenberger (LAC Quelle Fürth)      | 1:32:58  |
| 7     | Walter Schwoche (Eintracht Hildesheim)      | 1:33:28  |
| 8     | Jürgen Kauer (Eintracht Bad Kreuznach)      | 1:33:42  |

Datum: 18. Juli

### 20-km-Gehen, Mannschaftswertung
| Platz | Verein, Besetzung                                                         | Zeit (h) |
| ----- | ------------------------------------------------------------------------- | -------- |
| 1     | LAC Quelle Fürth (Alfons Schwarz, Michael Holder, Robert Mildenberger)    | 4:35:16  |
| 2     | VfL Wolfsburg (Karl Degener, Jürgen Meyer, Michael Ritter)                | 4:39:54  |
| 3     | Eintracht Bad Kreuznach (Heinrich Schubert, Jürgen Kauer, Gerd Birnstock) | 4:45:34  |
| 4     | SV 09 Otterberg (Klaus Schäfer, Thomas Hensel, Fass)                      | 4:49:29  |
| 5     | Meiendorfer SV (Fritz Helms, Braun, Ahrens)                               | 4:59:16  |
| 6     | Post SV Bremen (Detlef Heitmann, Jürgen Hold, Klapper)                    | 5:04:44  |
| 7     | TV Kaufbeuren (Herbert Klaus, Maximillian Müller, Gerhard Dörner)         | 5:04:52  |
| 8     | TSG 1878 Heidelberg (Peter Norden, Heinrich Jakob, Alfred Daske)          | 5:07:21  |

Datum: 18. Juli

### 50-km-Gehen
| Platz | Athlet, Verein                              | Zeit (h) |
| ----- | ------------------------------------------- | -------- |
| 1     | Karl Degener (VfL Wolfsburg)                | 4:07:40  |
| 2     | Heinrich Schubert (Eintracht Bad Kreuznach) | 4:12:50  |
| 3     | Walter Schwoche (Eintracht Hildesheim)      | 4:13:48  |
| 4     | Gerhard Weidner (TSV Salzgitter)            | 4:17:45  |
| 5     | Jürgen Meyer (VfL Wolfsburg)                | 4:17:57  |
| 6     | Jürgen Kauer (Eintracht Bad Kreuznach)      | 4:18:20  |
| 7     | Robert Mildenberger (LAC Quelle Fürth)      | 4:21:57  |
| 8     | Thomas Hensel (SV 09 Otterberg)             | 4:27:58  |

Datum: 25. April
fand in Wolfsburg statt

### 50-km-Gehen, Mannschaftswertung
| Platz | Verein, Besetzung                                                         | Zeit (h) |
| ----- | ------------------------------------------------------------------------- | -------- |
| 1     | VfL Wolfsburg (Karl Degener, Jürgen Meyer, Michael Ritter)                | 12:59:03 |
| 2     | Eintracht Bad Kreuznach (Heinrich Schubert, Jürgen Kauer, Gerd Birnstock) | 13:12:19 |
| 3     | LAC Quelle Fürth (Robert Mildenberger, Alfons Schwarz, Herbert Jeschke)   | 13:33:49 |
| 4     | Post SV Bremen (Detlef Heitmann, Jürgen Hold, Klapper)                    | 14:08:06 |
| 5     | SV 09 Otterberg (Thomas Hensel, Fass, Wolfgang Neumüller)                 | 14:08:43 |

Datum: 25. April
fand in Wolfsburg statt
nur 5 Mannschaften in der Wertung

### Hochsprung
| Platz | Athlet, Verein                            | Höhe (m) |
| ----- | ----------------------------------------- | -------- |
| 1     | Dietmar Mögenburg (LG Bayer Leverkusen)   | 2,30     |
| 2     | Carlo Thränhardt (ASV Köln)               | 2,27     |
| 3     | Gerd Nagel (LG Frankfurt)                 | 2,24     |
| 4     | Hans Burchard (Kaltenkirchener TS)        | 2,18     |
| 5     | Paul Frommeyer (LG Ratio Münster)         | 2,18     |
| 6     | Andreas Surbeck (LG/ESV Offenburg)        | 2,18     |
| 7     | Harald Ehlke (SV Salamander Kornwestheim) | 2,18     |
| 8     | Holger Marten (Bremer Turnerschaft)       | 2,15     |

Datum: 18. Juli

### Stabhochsprung
| Platz | Athlet, Verein                                  | Höhe (m) |
| ----- | ----------------------------------------------- | -------- |
| 1     | Gerhard Schmidt (VT Zweibrücken)                | 5,45     |
| 2     | Günther Lohre (SV Salamander Kornwestheim)      | 5,40     |
| 3     | Gerald Heinrich (USC Mainz)                     | 5,35     |
| 4     | Detlef de Raad (TV Wattenscheid 01)             | 5,30     |
| 5     | Jürgen Winkler (LG Jägermeister Bonn-Troisdorf) | 5,25     |
| 6     | Dietmar Kunkel (LG Jägermeister Bonn-Troisdorf) | 5,15     |
| 7     | Dietmar Wesp (VfL Sindelfingen)                 | 5,00     |
| 8     | Henning Eichler (VfL Wolfsburg)                 | 5,00     |

Datum: 18. Juli

### Weitsprung
| Platz | Athlet, Verein                                | Weite (m) |
| ----- | --------------------------------------------- | --------- |
| 1     | Joachim Busse (ASV Köln)                      | 8,12      |
| 2     | Jörg Klocke (TV Wattenscheid 01)              | 8,05      |
| 3     | Jens Knipphals (VfL Wolfsburg)                | 7,93      |
| 4     | Markus Kessler (VfL Wolfsburg)                | 7,65      |
| 5     | Jürgen Hingsen (LAV Bayer Uerdingen/Dormagen) | 7,63      |
| 6     | Joakim Assenmacher (USC Mainz)                | 7,57      |
| 7     | Ulrich Meier (LG Offenburg)                   | 7,55      |
| 8     | Rainer Sonnenburg (Hamburger SV)              | 7,43      |

Datum: 19. Juli

### Dreisprung
| Platz | Athlet, Verein                          | Weite (m) |
| ----- | --------------------------------------- | --------- |
| 1     | Peter Bouschen (DJK Agon 08 Düsseldorf) | 16,52     |
| 2     | Wolfgang Kolmsee (LAC Quelle Fürth)     | 16,48     |
| 3     | Armin Huber (LG Ortenau)                | 16,12     |
| 4     | Douglas Henderson (Eintracht Frankfurt) | 16,07     |
| 5     | Wolfgang Knabe (BLK Bersenbrück)        | 15,96     |
| 6     | Wolfram Walther (Eintracht Frankfurt)   | 15,81     |
| 7     | Wolfgang Schneck (TSV Speyer)           | 15,43     |
| 8     | Ludger Ammerich (TV Cloppenburg)        | 15,35     |

Datum: 18. Juli

### Kugelstoßen
| Platz | Athlet, Verein                                      | Weite (m) |
| ----- | --------------------------------------------------- | --------- |
| 1     | Ralf Reichenbach (LG Süd Berlin)                    | 19,71     |
| 2     | Joachim Krug (LG Bayer Leverkusen)                  | 18,85     |
| 3     | Udo Gelhausen (LG Bayer Leverkusen)                 | 18,74     |
| 4     | Josef Forst (TV Wattenscheid 01)                    | 18,44     |
| 5     | Ferdinand Schladen (LG Jägermeister Bonn-Troisdorf) | 18,34     |
| 6     | Claus-Dieter Föhrenbach (USC Heidelberg)            | 17,56     |
| 7     | Reinhold König (LG Bayer Leverkusen)                | 17,42     |
| 8     | Werner Hartmann (VfL Buchloe)                       | 17,37     |

Datum: 19. Juli

### Diskuswurf
| Platz | Athlet, Verein                        | Weite (m) |
| ----- | ------------------------------------- | --------- |
| 1     | Alwin Wagner (USC Mainz)              | 63,20     |
| 2     | Rolf Danneberg (LG Wedel-Pinneberg)   | 60,54     |
| 3     | Werner Hartmann (VfL Buchloe)         | 60,26     |
| 4     | Hein-Direck Neu (USC Mainz)           | 60,06     |
| 5     | Thomas Berlep (LG Frankfurt)          | 57,18     |
| 6     | Peter Schulze (TV Gelnhausen)         | 55,58     |
| 7     | Jürgen Riese (LG Frankfurt)           | 55,32     |
| 8     | Manfred Schmitz (LG Bayer Leverkusen) | 53,86     |

Datum: 18. Juli

### Hammerwurf
| Platz | Athlet, Verein                          | Weite (m) |
| ----- | --------------------------------------- | --------- |
| 1     | Karl-Hans Riehm (TV Wattenscheid 01)    | 78,72     |
| 2     | Klaus Ploghaus (ASC Darmstadt)          | 75,66     |
| 3     | Manfred Hüning (LAZ bellanett Rhede)    | 74,38     |
| 4     | Hans-Martin Lotz (Hamburger SV)         | 70,42     |
| 5     | Manfred Schubert (LG Bayer Leverkusen)  | 69,92     |
| 6     | Helmut Dollheimer (LG Bayer Leverkusen) | 69,42     |
| 7     | Wolfgang Heinrich (LAC Quelle Fürth)    | 69,12     |
| 8     | Jörg Schaefer (TuS Iserlohn)            | 68,10     |

Datum: 19. Juli

### Speerwurf
| Platz | Athlet, Verein                          | Weite (m) |
| ----- | --------------------------------------- | --------- |
| 1     | Helmut Schreiber (USC Heidelberg)       | 86,82     |
| 2     | Wolfram Gambke (LG Wedel-Pinneberg)     | 83,06     |
| 3     | Klaus Tafelmeier (LG Bayer Leverkusen)  | 78,72     |
| 4     | Josef Strehle (USC Heidelberg)          | 74,04     |
| 5     | Karl-Heinz Janneck (TV Wattenscheid 01) | 73,12     |
| 6     | Michael Messerer (TV Gunzenhausen)      | 72,78     |
| 7     | Werner Kalb (LG Bayer Leverkusen)       | 72,46     |
| 8     | Reinhard Lange (TG 1861 Melsungen)      | 72,42     |

Datum: 19. Juli

### Zehnkampf,1965er Wertung
| Platz | Athlet, Verein                                | P – offiz. Wert. | P – 85er Wert. |
| ----- | --------------------------------------------- | ---------------- | -------------- |
| 1     | Andreas Rizzi (MTG Mannheim)                  | 8207             | 8155           |
| 2     | Jürgen Hingsen (LAV Bayer Uerdingen/Dormagen) | 8168             | 8146           |
| 3     | Guido Kratschmer (USC Mainz)                  | 8066             | 8029           |
| 4     | Herbert Peter (TSV 1860 München)              | 8013             | 7984           |
| 5     | Hans-Joachim Häberle (LG Staufen)             | 7967             | 7957           |
| 6     | Rudolf Brumund (LG Bayer Leverkusen)          | 7858             | 7801           |
| 7     | Wolfgang Muders (LG Bayer Leverkusen)         | 7778             | 7745           |
| 8     | Jens Schulze (USC Mainz)                      | 7689             | 7594           |

Datum: 8./9. August
fand in Lage statt

### Zehnkampf,1965er Wertung, Mannschaftswertung
| Platz | Verein, Besetzung                                                          | Leistung (Pkte) |
| ----- | -------------------------------------------------------------------------- | --------------- |
| 1     | USC Mainz (Siegfried Wentz, Guido Kratschmer, Jens Schulze)                | 23.946          |
| 2     | LAV Bayer Uerdingen/Dormagen (Jürgen Hingsen, Claus Marek, Dieter Leyckes) | 23.101          |
| 3     | TSV 1860 München (Herbert Peter, Franz Mayr, Jörg Lorenz)                  | 23.040          |
| 4     | LG Bayer Leverkusen (Rudolf Brumund, Wolfgang Muders, Jürgen Lichtenberg)  | 21.546          |
| 5     | TV Wattenscheid 01 (Link, Bodzian, Anders)                                 | 20.516          |
| 6     | SCC Berlin (Herrmann, Lutz Quil, Andreas Zylka)                            | 19.441          |

Datum: 8./9. August
fand in Lage statt
nur 6 Teams in der Wertung

### CrosslaufMittelstrecke –5350 m
| Platz | Athlet, Verein                             | Zeit (min) |
| ----- | ------------------------------------------ | ---------- |
| 1     | Patriz Ilg (LAC Quelle Fürth)              | 16:03,59   |
| 2     | Eberhard Weyel (TV Wattenscheid 01)        | 16:06,58   |
| 3     | Andreas Weniger (TSV 1860 München)         | 16:06,58   |
| 4     | Peter Belger (LG Bayer Leverkusen)         | 16:12,37   |
| 5     | Wolf-Dieter Poschmann (TV Wattenscheid 01) | 16:13,96   |
| 6     | Hans-Jürgen Orthmann (VfL Wehbach)         | 16:16,78   |
| 7     | Andreas Baranski (LAV Rala Ludwigshafen)   | 16:30,97   |
| 8     | Uwe Becker (VfL Wolfsburg)                 | 16:35,12   |

Datum: 28. Februar
fand in Berlin statt

### CrosslaufMittelstrecke –5350 m, Mannschaftswertung
| Platz | Verein, Besetzung                                                               | Platzziffer |
| ----- | ------------------------------------------------------------------------------- | ----------- |
| 1     | TV Wattenscheid 01 I (Eberhard Weyel, Wolf-Dieter Poschmann, Martin Lüchtefeld) | 024         |
| 2     | Rot-Weiß Koblenz (Herbert Stephan, Franz-Josef Weihrauch, Christian Collisy)    | 051         |
| 3     | LAV Rala Ludwigshafen (Andreas Baranski, Ralf Eckert, Johannes Eisinger)        | 056         |
| 4     | TSV 1860 München (Andreas Weniger, Emmerich Huber, Albrecht)                    | 065         |
| 5     | LG Bayer Leverkusen (Peter Belger, Peter Decker, Friebe)                        | 086         |
| 6     | TV Wattenscheid 01 II (Willi Wülbeck, Peter Spahn, Lukas)                       | 089         |
| 7     | VfL Wolfsburg (Uwe Becker, Uwe Baunack, Volker Becker)                          | 096         |
| 8     | ASC Darmstadt (Robert Freimark, Kurt Oestreich, Reinhold Esinger)               | 109         |

Datum: 28. Februar
fand in Berlin statt

### CrosslaufLangstrecke –10.600 km
| Platz | Athlet, Verein                                   | Zeit (min) |
| ----- | ------------------------------------------------ | ---------- |
| 1     | Christoph Herle (LAC Quelle Fürth)               | 32:00,38   |
| 2     | Günter Zahn (LAC Quelle Fürth)                   | 32:24,30   |
| 3     | Detlef Uhlemann (LG Jägermeister Bonn-Troisdorf) | 32:33,89   |
| 4     | Ralf Salzmann (LG Frankfurt)                     | 32:38,63   |
| 5     | Reinhard Leibold (LAC Quelle Fürth)              | 32:48,88   |
| 6     | Gerhard Krippner (VfL Waldkraiburg)              | 32:48,92   |
| 7     | Dr. Thomas Wessinghage (ASV Köln)                | 32:58,18   |
| 8     | Jürgen Dächert (LG Frankfurt)                    | 33:05,98   |

Datum: 28. Februar
fand in Berlin statt

### CrosslaufLangstrecke –10.600 m, Mannschaftswertung
| Platz | Verein, Besetzung                                                              | Platzziffer |
| ----- | ------------------------------------------------------------------------------ | ----------- |
| 1     | LAC Quelle Fürth (Christoph Herle, Günter Zahn, Reinhard Leibold)              | 008         |
| 2     | LG Frankfurt (Ralf Salzmann, Jürgen Dächert, Andreas Jost)                     | 044         |
| 3     | LG Jägermeister Bonn-Troisdorf (Detlef Uhlemann, Valdur Koha, Jürgen Schiffer) | 051         |
| 4     | ASV Köln (Dr. Thomas Wessinghage, Henning von Papen, Manfred Nellesen)         | 065         |
| 5     | LG Kreis Verden (Michael Spöttel, Jürgen Hennemann, Jürgen Schulze)            | 068         |
| 6     | VfL Waldkraiburg (Gerhard Krippner, Richter, Hans-Peter Müller)                | 072         |
| 7     | Hamburger SV (Wolf-Ulrich Schneider, Michael Barkowski, Matthias Struwe)       | 090         |
| 8     | TSG Oberursel (Hans-Werner Pietschmann, Klaus Orthen, Joachim Wollek)          | 120         |

Datum: 28. Februar
fand in Berlin statt

## Meisterschaftsresultate Frauen

### 100 m
| Platz | Athletin, Verein                        | Zeit (s) |
| ----- | --------------------------------------- | -------- |
| 1     | Monika Hirsch (USC Mainz)               | 11,33    |
| 2     | Heidi-Elke Gaugel (VfL Sindelfingen)    | 11,35    |
| 3     | Ulrike Sommer (LAC Quelle Fürth)        | 11,46    |
| 4     | Christina Sussiek (LG Bayer Leverkusen) | 11,48    |
| 5     | Bianca Betz (ASV Köln)                  | 11,49    |
| 6     | Cornelia Schniggendiller (LG Gütersloh) | 11,62    |
| 7     | Elvira Possekel (LG Bayer Leverkusen)   | 11,67    |
| 8     | Iris Göhmann (TK Hannover)              | 11,68    |

Datum: 18. Juli
Wind: +2,5 m/s

### 200 m
| Platz | Athletin, Verein                        | Zeit (s) |
| ----- | --------------------------------------- | -------- |
| 1     | Claudia Steger (LG Bayer Leverkusen)    | 22,95    |
| 2     | Monika Hirsch (USC Mainz)               | 23,01    |
| 3     | Heidi-Elke Gaugel (VfL Sindelfingen)    | 23,02    |
| 4     | Ulrike Sommer (LAC Quelle Fürth)        | 23,16    |
| 5     | Bianca Betz (ASV Köln)                  | 23,39    |
| 6     | Cornelia Schniggendiller (LG Gütersloh) | 23,43    |
| 7     | Iris Göhmann (TK Hannover)              | 23,70    |
| 8     | Sabine Klösters (OSC Thier Dortmund)    | 24,15    |

Datum: 19. Juli
Wind: +1,4 m/s

### 400 m
| Platz | Athletin, Verein                              | Zeit (s) |
| ----- | --------------------------------------------- | -------- |
| 1     | Ute Finger (OSC Thier Dortmund)               | 52,32    |
| 2     | Birgit Vöcking (LG Bayer Leverkusen)          | 52,52    |
| 3     | Heike Schmidt (TV Voerde)                     | 52,64    |
| 4     | Elke Decker (LG Bayer Leverkusen)             | 52,68    |
| 5     | Rita Daimer (LAG Mittlere Isar)               | 53,32    |
| 6     | Marlies Kühn (LG Jägermeister Bonn-Troisdorf) | 54,33    |
| 7     | Andrea Decker (TuS Huchting Bremen)           | 54,73    |
| 8     | Katrin Gärtner (MTV Karlsruhe)                | 54,93    |

Datum: 18. Juli

### 800 m
| Platz | Athletin, Verein                       | Zeit (min) |
| ----- | -------------------------------------- | ---------- |
| 1     | Margrit Klinger (TV Obersuhl)          | 2:01,68    |
| 2     | Petra Kleinbrahm (LG Bayer Leverkusen) | 2:02,88    |
| 3     | Simone Büngener (Sport-Union Annen)    | 2:03,30    |
| 4     | Martina Krott (Alemannia Aachen)       | 2:03,81    |
| 5     | Raela Schwerdtfeger (LG Nord Berlin)   | 2:04,72    |
| 6     | Margit Weller (VT Zweibrücken)         | 2:05,24    |
| 7     | Brigitte Brückner (LAC Quelle Fürth)   | 2:06,60    |
| 8     | Roswitha Gerdes (ASV Köln)             | 2:11,09    |

Datum: 18. Juli

### 1500 m
| Platz | Athletin, Verein                       | Zeit (min) |
| ----- | -------------------------------------- | ---------- |
| 1     | Brigitte Kraus (ASV Köln)              | 4:10,54    |
| 2     | Vera Steiert (ASV Köln)                | 4:11,08    |
| 3     | Birgit Friedmann (Eintracht Frankfurt) | 4:11,35    |
| 4     | Eva-Maria Lehmann (SCC Berlin)         | 4:17,50    |
| 5     | Elisabeth Franzis (SV Sonsbeck)        | 4:20,16    |
| 6     | Gudrun Schulz (LAZ bellanett Rhede)    | 4:20,56    |
| 7     | Steffi Böker (Bielefelder TG)          | 4:21,02    |
| 8     | Birgit Petersen (ASV Köln)             | 4:23,13    |

Datum: 19. Juli

### 3000 m
| Platz | Athletin, Verein                                                    | Zeit (min) |
| ----- | ------------------------------------------------------------------- | ---------- |
| 1     | Birgit Friedmann (Eintracht Frankfurt)                              | 8:57,05    |
| 2     | Vera Steiert (ASV Köln)                                             | 9:02,13    |
| 3     | Charlotte Teske, geb. Bernhard (ASC Darmstadt)                      | 9:05,37    |
| 4     | Heidi Hutterer (TG Landshut)                                        | 9:17,96    |
| 5     | Gudrun Schulz (LAZ bellanett Rhede)                                 | 9:20,87    |
| 6     | Elisabeth Franzis (SV Sonsbeck)                                     | 9:26,03    |
| 7     | Christa Vahlensieck, geb. Kofferschläger (Barmer TV 1846 Wuppertal) | 9:26,84    |
| 8     | Mathilde Heuing (LG Gütersloh)                                      | 9:27,73    |

Datum: 30. Mai
fand in Fürth statt

### 25-km-Straßenlauf
| Platz | Athletin, Verein                                                    | Zeit (min) |
| ----- | ------------------------------------------------------------------- | ---------- |
| 1     | Charlotte Teske, geb. Bernhard (ASC Darmstadt)                      | 1:25:44 BR |
| 2     | Christa Vahlensieck, geb. Kofferschläger (Barmer TV 1846 Wuppertal) | 1:26:18000 |
| 3     | Heidi Hutterer (TG Landshut)                                        | 1:27:22000 |
| 4     | Gerlinde Püttmann (LAZ Hamm)                                        | 1:29,30000 |
| 5     | Monika Lövenich, geb. Greschner (LG Jägermeister Bonn-Troisdorf)    | 1:30:09000 |
| 6     | Annemarie Hilkenbach (Post-SV Brilon)                               | 1:33:10000 |
| 7     | Elvira Hofmann (TV Bad Mergentheim)                                 | 1:34:25000 |
| 8     | Eva-Maria Lehmann (SCC Berlin)                                      | 1:34:55000 |

Datum: 4. April
fand in Neumünster statt
Mit ihrer Siegerzeit von 1:25:44 h stellte Charlotte Teske einen neuen DLV-Rekord auf.

### 25-km-Straßenlauf, Mannschaftswertung
| Platz | Verein, Besetzung                                                                                    | Zeit (h) |
| ----- | --- | -------- |
| 1     | ASC Darmstadt (Charlotte Teske – geb. Bernhard, Barbara Will, Döge)                                  | 4:49:06  |
| 2     | LG Jägermeister Bonn-Troisdorf (Monika Lövenich – geb. Greschner, Regina Dietz, Mary Christen-Meyer) | 4:53:28  |
| 3     | SCC Berlin (Eva-Maria Lehmann, Christel Heine, Carola Grett)                                         | 4:55:58  |
| 4     | OSC Berlin (Angelika Brandt, Renate Güttler, Ranghild Boiger)                                        | 5:01:03  |
| 5     | Barmer TV 1846 Wuppertal (Christa Vahlensieck – geb. Kofferschläger, Waltraud Kopatz, Karin Ernst)   | 5:02:47  |
| 6     | LG Kiel (Charlotte Hauke, Gudrun Salomon, Christiane Untiedt)                                        | 5:07:17  |
| 7     | BSV Grün-Weiß Flüren (Telaak, Dahms, Bohland)                                                        | 5:15:04  |
| 8     | LG Kreis Verden (Rüsch, May, Schultz)                                                                | 5:23:07  |

Datum: 4. April
fand in Neumünster statt

### Marathon
| Platz | Athletin, Verein                                                    | Zeit (h)   |
| ----- | ------------------------------------------------------------------- | ---------- |
| 1     | Charlotte Teske, geb. Bernhard (ASC Darmstadt)                      | 2:33:13 BR |
| 2     | Christa Vahlensieck, geb. Kofferschläger (Barmer TV 1846 Wuppertal) | 2:35:27000 |
| 3     | Heidi Hutterer (TG Landshut)                                        | 2:43:13000 |
| 4     | Annemarie Hilkenbach (Post-SV Brilon)                               | 2:48:32000 |
| 5     | Gerlinde Püttmann (LAZ Hamm)                                        | 2:52:55000 |
| 6     | Christel Eilhoff (LAV co op Dortmund)                               | 2:53:09000 |
| 7     | Bettina Köly (OSC Bremerhaven)                                      | 2:54:22000 |
| 8     | Petra Niklas (SpVgg Weiden)                                         | 2:57:12000 |

Datum: 25. April
fand in Orsoy statt
Charlotte Teske verbesserte den DLV-Rekord auf 2:33:13 h.

### Marathon, Mannschaftswertung
| Platz | Verein, Besetzung                                                 | Zeit (h) |
| ----- | ----------------------------------------------------------------- | -------- |
| 1     | VfL Wolfsburg (Liane Winter, Ursula Miehe, Renate Nowicki)        | 09:11:32 |
| 2     | LG Kiel (Charlotte Hauke, Gudrun Salomon, Christiane Untiedt)     | 09:40:06 |
| 3     | TUSEM Essen (Gisela Neiß, Lieselotte Bremer, Ingeborg Zaparty)    | 09:48:00 |
| 4     | LC Haßloch (Heidi Braun, Doris Fösser, Erika Dreger)              | 09:55:17 |
| 5     | LG Seligenstadt (Ilse Scheibe, Ingrid Vorholt, Regina Zimmermann) | 10:25:25 |
| 6     | LG Lage-Detmold (Anne Klauck, Christine Roß, Annemarie Stiegmann) | 10:38:42 |

Datum: 25. April
fand in Orsoy statt
nur 6 Mannschaften in der Wertung

### 100 m Hürden
| Platz | Athletin, Verein                                | Zeit (s) |
| ----- | ----------------------------------------------- | -------- |
| 1     | Silvia Kempin, geb. Käwel (LG Bayer Leverkusen) | 12,96    |
| 2     | Doris Baum (TK Grevenbroich)                    | 13,08    |
| 3     | Edith Oker (LG Bayer Leverkusen)                | 13,27    |
| 4     | Birgit Engel (LG Ameln)                         | 13,31    |
| 5     | Heike Filsinger (TSV Speyer)                    | 13,31    |
| 6     | Dagmar Schenten (LG Bayer Leverkusen)           | 13,47    |
| 7     | Anke Köninger (VfB Stuttgart)                   | 13,48    |
| 8     | Christiane Rey (TV Konstanz)                    | 13,50    |

Datum: 19. Juli
Wind: +3,4 m/s

### 400 m Hürden
| Platz | Athletin, Verein                     | Zeit        |
| ----- | ------------------------------------ | ----------- |
| 1     | Sylvia Nagel (TV Vohenstrauß)        | 0058,78 s00 |
| 2     | Regina Westedt (VfL Wolfsburg)       | 0059,06 s00 |
| 3     | Silvia Hollmann (OSC Thier Dortmund) | 0059,16 s00 |
| 4     | Angela Wilhelm (LG Nord Berlin)      | 0059,39 s00 |
| 5     | Susanne Anlauf (LG Ostsaar)          | 0059,45 s00 |
| 6     | Simone Büngener (Sport-Union Annen)  | 0059,79 s00 |
| 7     | Silke Rasch (ASV Köln)               | 1:00,86 min |
| 8     | Marlies Gutewort (OSC Berlin)        | 1:04,77 min |

Datum: 19. Juli

### 4 × 100 m Staffel
| Platz | Verein, Besetzung                                                                               | Zeit (s) |
| ----- | ----------------------------------------------------------------------------------------------- | -------- |
| 1     | LG Bayer Leverkusen (Anke Weigt, Claudia Steger, Silvia Kempin – geb. Käwel, Christina Sussiek) | 44,48    |
| 2     | OSC Thier Dortmund (Elke Vollmer, Sabine Klösters, Ute Finger, Andrea Niggemann)                | 44,73    |
| 3     | LAV Düsseldorf (Sabine Everts, Anne Griese, Doris Hannemann, Heike vom Wege)                    | 44,84    |
| 4     | VfL Sindelfingen (Annette Bürkle, Margit Wagner, Heidi-Elke Gaugel, Friedericke Vombohr)        | 45,63    |
| 5     | LAC Quelle Fürth (Brigitte Brückner, Angelika Lonzer, Barbara Kellner, Ulrike Sommer)           | 46,28    |
| 6     | USC Mainz (Heck, Anneke Göbel, Monika Hirsch, Vera Kosubek)                                     | 46,41    |
| 7     | LAG Mittlere Isar (Doris Dollsack, Beate Zschoche, Lieselotte Vogt, Rita Daimer)                | 46,49    |
| 8     | LG Nord Berlin (C. Degenhard, B. Wegener, S. Glauber, B. Kroll)                                 | 46,93    |

Datum: 18. Juli

### 4 × 400 m Staffel
| Platz | Verein, Besetzung                                                                                        | Zeit (min) |
| ----- | --- | ---------- |
| 1     | LG Bayer Leverkusen I (Claudia Steger, Birgit Vöcking, Petra Kleinbrahm, Elke Decker)                    | 3:34,59    |
| 2     | LAV Düsseldorf (Anne Griese, Anka Zelgert, Ute Eich, Sabine Everts)                                      | 3:38,41    |
| 3     | LG Bayer Leverkusen II (Iris Künstner, Marie-Luise Bockelmann, Brigitte Koczelnik, Christiane Brinkmann) | 3:42,92    |
| 4     | SuS Schalke 96 (Heveling, Stammen, Neumann, Kirsten Schallau)                                            | 3:46,12    |
| 5     | LG Ostsaar (Claudia Palocsay, Lisa Schorr, Ulrike Seyler, Susanne Anlauf)                                | 3:49,83    |
| 6     | LG Nord Berlin (Wegener, Angela Wilhelm, Raela Schwerdtfeger, B. Kroll)                                  | 3:50,40    |
| 7     | SpVgg Fichte Bielefeld (Koch, Kerstin Poltrock, Ute Mennemann, Marion Kronsbein)                         | 3:56,71    |
| 8     | LG Jägermeister Bonn-Troisdorf (Kurpieler, Eichelsbacher, Kühn, Lüttschwager)                            | 3:57,64    |

Datum: 19. Juli

### 3 × 800 m Staffel
| Platz | Verein, Besetzung                                                             | Zeit (min) |
| ----- | ----------------------------------------------------------------------------- | ---------- |
| 1     | ASV Köln I (Roswitha Gerdes, Vera Steiert, Brigitte Kraus)                    | 6:17,87    |
| 2     | ASV Köln II (Birgit Petersen, Meyer, Sabine Weiß)                             | 6:26,39    |
| 3     | LAC Quelle Fürth (Evelin Duda, Helma Lindner – geb. Weigt, Brigitte Brückner) | 6:31,07    |
| 4     | LAZ bellanett Rhede (Ursula Tüshaus, Irmgard Grommisch, Gudrun Schulz)        | 6:31,92    |
| 5     | LG Sieg (Inge Mombour, Martina Mathes, Elisabeth Schüler)                     | 6:34,56    |
| 6     | LG Göttingen (Kluge, Almuth Potschka, Christiane Finke)                       | 6:35,49    |
| 7     | LAV co op Dortmund (Franz, Brigitte Pauls, Christina Mai)                     | 6:36,75    |
| DNF   | SSV Erkelenz (Königs, Reiners, Fleschen)                                      |            |

Datum: 1. August
fand in Flensburg im Rahmen der Deutschen Jugendmeisterschaften statt

### 5-km Gehen
| Platz | Athletin, Verein                    | Zeit (min) |
| ----- | ----------------------------------- | ---------- |
| 1     | Ingrid Adam (LAV Düsseldorf)        | 25:57      |
| 2     | Regine Broders (LG Kiel)            | 26:29      |
| 3     | Brigitte Buck (FC Langenau)         | 26:31      |
| 4     | Constanze Bahner (ATS Cuxhaven)     | 27:03      |
| 5     | Renate Bauch (LTV Lippstadt)        | 27:03      |
| 6     | Peggy Behring (ATS Cuxhaven)        | 27:26      |
| 7     | Astrid Schiller (SV Friedrichsgabe) | 27:27      |
| 8     | Olga Meyer (VfL Uetze)              | 27:28      |

Datum: 25. April
fand in Wolfsburg statt

### Hochsprung
| Platz | Athletin, Verein                         | Höhe (m) |
| ----- | ---------------------------------------- | -------- |
| 1     | Ulrike Meyfarth (LG Bayer Leverkusen)    | 1,91     |
| 2     | Brigitte Holzapfel (LG Bayer Leverkusen) | 1,84     |
| 3     | Anne Heitmann (LG Wedel-Pinneberg)       | 1,84     |
| 4     | Stefanie Kohler (LG Ostsaar)             | 1,81     |
| 5     | Astrid Fredebold (TuS Wunstorf)          | 1,81     |
| 6     | Birgit Dressel (USC Mainz)               | 1,81     |
| 7     | Ellen Mundinger (USC Mainz)              | 1,76     |
| 8     | Marlis Wilken (LG Wilhelmshaven)         | 1,76     |
| 8     | Anja Wolf (LG Frankfurt)                 | 1,76     |

Datum: 19. Juli

### Weitsprung
| Platz | Athletin, Verein                        | Weite (m) |
| ----- | --------------------------------------- | --------- |
| 1     | Christina Sussiek (LG Bayer Leverkusen) | 6,81      |
| 2     | Karin Hänel (ASV Köln)                  | 6,69      |
| 3     | Anke Weigt (LG Bayer Leverkusen)        | 6,57      |
| 4     | Sabine Everts (LAV Düsseldorf)          | 6,45      |
| 5     | Ulrike Paas (ASV Köln)                  | 6,43      |
| 6     | Ulrike Keller (TSV Handorf)             | 6,40      |
| 7     | Heike Schmidt (TV Voerde)               | 6,35      |
| 8     | Heike Filsinger (TSV Speyer)            | 6,30      |

Datum: 18. Juli

### Kugelstoßen
| Platz | Athletin, Verein                    | Weite (m) |
| ----- | ----------------------------------- | --------- |
| 1     | Eva Wilms (LAC Quelle Fürth)        | 16,63     |
| 2     | Jutta Weide (LG Baden-Baden)        | 15,95     |
| 3     | Birgit Petsch (LG Bayer Leverkusen) | 15,94     |
| 4     | Veronika Czorny (LG Frankfurt)      | 15,65     |
| 5     | Gabriele Krause (LAV Hamburg-Nord)  | 15,20     |
| 6     | Claudia Losch (LG Bayer Leverkusen) | 15,15     |
| 7     | Heidi Schönhofen (LSG Saarlouis)    | 14,25     |
| 8     | Beate Göbe (LG Kiel)                | 13,85     |

Datum: 19. Juli

### Diskuswurf
| Platz | Athletin, Verein                      | Weite (m) |
| ----- | ------------------------------------- | --------- |
| 1     | Ingra Manecke (LAC Quelle Fürth)      | 59,18     |
| 2     | Doris Gutewort (OSC Berlin)           | 56,48     |
| 3     | Barbara Beuge (OSC Berlin)            | 53,70     |
| 4     | Dagmar Galler (BLK Bersenbrück)       | 51,50     |
| 5     | Michaela Schulz (LG Bayer Leverkusen) | 49,18     |
| 6     | Doris Franke (VfL Ahaus)              | 48,90     |
| 7     | Beatrix Spiller (USC Heidelberg)      | 47,50     |
| 8     | Gabriele Krieg (LG Erlangen)          | 47,22     |

Datum: 18. Juli

### Speerwurf
| Platz | Athletin, Verein                     | Weite (m) |
| ----- | ------------------------------------ | --------- |
| 1     | Ingrid Thyssen (LG Bayer Leverkusen) | 60,72     |
| 2     | Beate Peters (OSC Thier Dortmund)    | 56,98     |
| 3     | Monika Fuchs (LG Eckental)           | 56,62     |
| 4     | Constanze Zahn (LG Bayer Leverkusen) | 55,42     |
| 5     | Heide Adametz (LG Eckental)          | 52,58     |
| 6     | Brigitte Graune (ASV Köln)           | 50,48     |
| 7     | Manuela Alizadeh (LG Kappelberg)     | 47,50     |
| 8     | Monika Bresler (LAC Quelle Fürth)    | 48,50     |

Datum: 18. Juli

### Siebenkampf
| Platz | Athletin, Verein                      | Leistung (Pkte) |
| ----- | ------------------------------------- | --------------- |
| 1     | Sabine Everts (LAV Düsseldorf)        | 6357 BR         |
| 2     | Ute Rompf (TV 1885 Haiger)            | 6172000         |
| 3     | Monika Krolkiewicz (LG Süd Berlin)    | 5857000         |
| 4     | Gusti Höss (LG Neusäß-Augsburg)       | 5525000         |
| 5     | Angelika Holder (VfL Kirchheim/Teck)  | 5408000         |
| 6     | Yvonne Neddermann (MTV Herrenhausen)  | 5404000         |
| 7     | Ina Losch (LG Bayer Leverkusen)       | 5388000         |
| 8     | Dagmar Schenten (LG Bayer Leverkusen) | 5325000         |

Datum: 8./9. August
fand in Lage statt
Sabine Everts stellte mit ihren 6357 Punkten einen neuen DLV-Rekord auf.

### Siebenkampf, Mannschaftswertung
| Platz | Verein, Besetzung                                                   | Leistung (Pkte) |
| ----- | ------------------------------------------------------------------- | --------------- |
| 1     | LAV Düsseldorf I (Sabine Everts, Marita Feller, Christa Mühlemeyer) | 17.538          |
| 2     | LG Bayer Leverkusen (Ina Losch, Dagmar Schenten, Iris Künstner)     | 15.747          |
| 3     | USC Mainz (Birgit Dressel, Monika Stahl, Becker)                    | 15.462          |
| 4     | LG Neusäß-Augsburg (Gusti Höss, Chr. Höss, Krusche)                 | 15.323          |
| 5     | LAV Düsseldorf II (Anne Griese, Schaddach, Kerstin Merten)          | 15.319          |
| 6     | FC Schalke 04 (Marquardt, Angelika Wedwing, Szafarczyk)             | 15.075          |
| 7     | TSV Buchen (Susanne Leimeister, B. Leimeister, Susanne Käflein)     | 15.010          |
| 8     | LAV co op Dortmund (Elke Walter, Uta Walter, A. Umlauf)             | 14.984          |

Datum: 8./9. August
fand in Lage statt

### CrosslaufMittelstrecke –4600 m
| Platz | Athletin, Verein                   | Zeit (min) |
| ----- | ---------------------------------- | ---------- |
| 1     | Brigitte Kraus (ASV Köln)          | 14:51,82   |
| 2     | Vera Steiert (ASV Köln)            | 15:03,15   |
| 3     | Maria Mödl (MTV Ingolstadt)        | 15:20,90   |
| 4     | Ines Maiwald (LG Kappelberg)       | 15:46,30   |
| 5     | Martina Krott (Alemannia Aachen)   | 15:53,99   |
| 6     | Sabine Weiß (ASV Köln)             | 15:59,21   |
| 7     | Monika Schäfer (LC Mengerskirchen) | 16:08,39   |
| 8     | Steffi Böker (Bielefelder TG)      | 16:10,02   |

Datum: 28. Februar
fand in Berlin statt

### CrosslaufMittelstrecke –4600 m, Mannschaftswertung
| Platz | Verein, Besetzung                                                   | Platzziffer |
| ----- | ------------------------------------------------------------------- | ----------- |
| 1     | ASV Köln (Brigitte Kraus, Vera Steiert, Sabine Weiß)                | 009         |
| 2     | TuS Iserlohn (Heike Pullack, Alexandra Sünning, Musiol)             | 051         |
| 3     | LSG Aalen (Susanne Christ, Traudel Christ, Hänle)                   | 052         |
| 4     | Alemannia Aachen (Martina Krott, Ursula Braun, Hubertine Braun)     | 058         |
| 5     | LG Nord Berlin (Raela Schwerdtfeger, Silvia Wilhelm, Evelyn Hüsing) | 074         |
| 6     | Polizei SV Wuppertal (Eva Oppermann, Regina Nießer, Manuela Grah)   | 081         |
| 7     | Büdelsdorfer TSV (Steffen, Greve, Jeschke)                          | 091         |
| 8     | LAV co op Dortmund (Brigitte Pauls, Albers, Franz)                  | 103         |

Datum: 28. Februar
fand in Berlin statt

### CrosslaufLangstrecke –6300 m
| Platz | Athletin, Verein                                                    | Zeit (min) |
| ----- | ------------------------------------------------------------------- | ---------- |
| 1     | Monika Lövenich, geb. Greschner (LG Jägermeister Bonn-Troisdorf)    | 21:08,91   |
| 2     | Charlotte Teske, geb. Bernhard (ASC Darmstadt)                      | 21:20,16   |
| 3     | Christa Vahlensieck, geb. Kofferschläger (Barmer TV 1846 Wuppertal) | 21:22,79   |
| 4     | Heidi Hutterer (TG Landshut)                                        | 21:47,86   |
| 5     | Barbara Will (ASC Darmstadt)                                        | 22:12,32   |
| 6     | Mathilde Heuing (LG Gütersloh)                                      | 21:26,12   |
| 7     | Gerlinde Püttmann (LAZ Hamm)                                        | 21:40,69   |
| 8     | Eva-Maria Lehmann (SCC Berlin)                                      | 21:43,19   |

Datum: 28. Februar
fand in Berlin statt

### CrosslaufLangstrecke –6300 m, Mannschaftswertung
| Platz | Verein, Besetzung                                                                              | Platzziffer |
| ----- | ---------------------------------------------------------------------------------------------- | ----------- |
| 1     | ASC Darmstadt (Charlotte Teske – geb. Bernhard, Barbara Will, Döge)                            | 24          |
| 2     | LG Jägermeister Bonn-Troisdorf (Monika Lövenich – geb. Greschner, Regina Dietz, Heide Brenner) | 26          |
| 3     | LG DJK Düsseldorf/Neuss (Thurn, Rintelen, Heymann)                                             | 47          |
| 4     | LG Ostsaar (Inge Eibach, Helga Braun, Helga Baumann)                                           | 51          |
| 5     | LG Bad Salzuflen (Dreifürst, Regina Kespohl, Brand)                                            | 77          |

Datum: 28. Februar
fand in Berlin statt
nur 5 Teams in der Wertung